# フリードリヒ・エッコルト (駆逐艦)
Z16 フリードリヒ・エッコルト（Z16 Friedrich Eckoldt）は、1930年代後半にナチス・ドイツが建造した1934A型駆逐艦。艦名は1916年5月31日のユトランド沖海戦で撃沈された魚雷艇「V48」の艦長、フリードリヒ・エッコルト（1887年 - 1916年）に因む。

## 艦歴
第二次世界大戦開戦後、フリードリヒ・エッコルトはポーランド海軍に対する海上封鎖のためにバルト海に配備された。しかしその後すぐにドイツ湾に移され、姉妹艦と共にに機雷原の敷設に従事した。1939年10月17日から18日にかけてはZ21 ヴィルヘルム・ハイドカンプ他4隻のZ17型駆逐艦とともにハンバー川河口に機雷原を敷設し、イギリスはこの機雷により7隻の船舶、合計25,825GRTを喪失した。11月18日から19日にかけてZ10 ハンス・ロディとともに再びハンバー川河口沖に機雷原を敷設し、ポーランドの定期船14,294GRTなど7隻（合計38,710GRT）の船舶を喪失させた。1940年に入ってもフリードリヒ・エッコルトはテムズ川河口やニューカッスル周辺にて機雷の敷設に従事し、複数の艦船に損害を与えた。
1940年4月、フリードリヒ・エッコルトはヴェーザー演習作戦のグループ2に配備され、ノルウェーへの侵攻に参加した。トロンハイムの占拠を目指し兵員の輸送任務に就き、左舷プロペラシャフトのオーバーヒートによる減速を余儀なくされる事態となりながらも目的地への輸送任務を果たした。
同年9月にはフランスに移り、9月28日から29日の夜間にファルマス湾で機雷を敷設する他の5隻の駆逐艦を援護した。10月9日から10日にかけて、イギリス海軍第812飛行隊のフェアリー ソードフィッシュの攻撃により船体に軽微な損傷を負い、乗員1名が死亡、3名が負傷した。フリードリヒ・エッコルトはハンブルクに移送され、12月末まで改修を行った。1941年6月にはイギリスの封鎖を突破しようとした戦艦リュッツォウの護衛艦としてキールからノルウェーへ向かい、ノルウェー沖にてブリストル ボーフォートの雷撃を受けたリュッツォウを自力航行が可能となるまで曳航し、キールへ帰還した。

### バレンツ海海戦
1942年12月下旬、イギリスからソ連に向かう護送船団JW51Bを迎撃しようとしたレーゲンボーゲン作戦では、護衛艦の注意を引こうとした重巡洋艦アドミラル・ヒッパーをフリードリヒ・エッコルト、Z4 リヒャルト・バイツェン、Z29が護衛し、リュッツォウを含めた駆逐艦3隻が輸送船を攻撃しようとした。ドイツの駆逐艦3隻はアドミラル・ヒッパーから離れて輸送船団を捜索したが、イギリスの駆逐艦オンズローに発見される。アドミラル・ヒッパーはオンズローを砲撃したが、輸送船団に復帰するために転進したオンズローを追撃しなかった。その後ドイツ艦はイギリスの掃海艇ブランブルを撃沈するも、アドミラル・ヒッパーと合流しようとしたリヒャルト・バイツェンとフリードリヒ・エッコルトはイギリスの軽巡洋艦シェフィールドをアドミラル・ヒッパーと誤認した。シェフィールドおよびジャマイカの砲撃を受けたフリードリヒ・エッコルトは僅か2分程で船体が真っ二つに割れ撃沈、リヒャルト・バイツェンは無傷で脱出した。